# MMA-VIP
MMA-VIP – polska federacja organizująca gale typu freak show fight, założona przez byłego boksera Marcina Najmana oraz jego żonę Julitę Najman, do których dołączył później Dariusz Kosowski – pomysłodawca „Igrzysk rozkminiaczy”. Pojedynki głównie toczą się w formule MMA, jednak odbywają się także w boksie czy kick-boxingu.

## Historia
Pierwsza gala MMA-VIP odbyła się 13 lutego 2021 w Alvernia Studios w Nieporazie. W walce wieczoru Szymon „Taxi Złotówa” Wrzesień (2–1) w drugiej rundzie pokonał Marcina „El Testosterona” Najmana (3–6). W drugiej walce starli się ze sobą Adrian Cios (0–1) i Tomasz „Fit Dzik” Łomnicki (1–3). Stawką tego pojedynku był pas mistrzowski najlepszego trenera personalnego w kategorii open, pojedynek ten zwyciężył po trzech rundach jednogłośnie na punkty „Fit Dzik”.
MMA-VIP 2 odbyło się 18 czerwca 2021 w Hotelu Scout w Częstochowie. W walce wieczoru youtuber Rafał „Antykonfident” Podejma poddał w drugiej rundzie rapera Andrzeja „Żuroma” Żuromskiego. W co-main evencie gali muzyk i trener personalny Krystian Pudzianowski pokonał przez TKO w pierwszej rundzie Tomasza Chica.
Walki w ramach MMA-VIP 3 odbywały się 29 października 2021 w tym samym obiekcie, co poprzednia gala. Main eventem gali było starcie pomiędzy prezesem federacji, Marcinem „El Testosteronem” Najmanem oraz bohaterem telewizyjnego show „Chłopaki do wzięcia”, Ryszardem „Szczeną” Dąbrowskim. Walka zakończyła się w pierwszej rundzie w 17 sekund zwycięstwem Najmana przez TKO. Z kolei w co-main evencie pas MMA-VIP w wadze ciężkiej zdobył Michał „Wampir” Pasternak, który pokonał Kornela „Korniko” Zapadkę przez TKO w drugiej rundzie.
MMA-VIP 4 odbyło się 5 marca 2022 w Górze Kalwarii. W walce wieczoru po raz kolejny wystąpił Marcin „El Testosteron” Najman, który po szybkim i kontrowersyjnym przerwaniu przez sędziego pokonał przez techniczny nokaut w drugiej odsłonie byłego gangstera – Mirosława Dąbrowskiego znanego jako „Misiek z Nadarzyna”. Pas wagi ciężkiej obronił Michał „Wampir” Pasternak w starciu z Kacprem „Polish Machine” Miklaszem, z którym wygrał przez TKO już w pierwszej rundzie. Na gali wystąpił także znany bokser, były mistrz Europy EBU w wadze półśredniej – Rafał „Jeb” Jackiewicz, który planowo miał zawalczyć z Krystianem „Krychą” Wilczakiem, jednak ten wycofał się z udziału w gali. Nowym przeciwnikiem Jackiewicza został znany z poprzedniej edycji Wojciech „Kazik Klimat Kartel” Ochnicki, który został znokautowany w pierwszej rundzie, a pojedynek odbył się w formule bokserskiej.
27 maja 2022 Marcin Najman poinformował fanów, że odchodzi z federacji, a jej kontynuowaniem ma zająć się Dariusz Kosowski. Kosowski tego samego dnia opublikował film na oficjalnym kanale MMA-VIP, w którym potwierdził odejście Marcina oraz jego żony Julity Najman z projektu MMA-VIP.

## Kontrowersje
Federacja była krytykowana za zorganizowanie podczas MMA-VIP 3 dwóch pierwszych w Polsce walk pomiędzy kobietami a mężczyznami.
8 stycznia 2022 podczas pierwszej konferencji przed galą MMA-VIP 4 włodarze federacji ogłosili jej „bossa”, którym okazał się być Andrzej Zieliński ps. „Słowik” – były lider gangu pruszkowskiego. Sytuację tę nagłośnił na Kanale Sportowym dziennikarz Krzysztof Stanowski, nawołując do bojkotu wydarzenia.
Niedługo po tym samorząd Kielc, w których początkowo miała się odbyć gala, ogłosił, że wycofuje się z jej organizacji. Jako alternatywną lokalizację Marcin Najman zasugerował Pruszków, co spotkało się z kategorycznym sprzeciwem władz miasta.
20 stycznia Najman poinformował, że czwarta gala MMA-VIP będzie miała miejsce w Wieluniu. Decyzja o wynajmie hali federacji spotkała się ze sprzeciwem mieszkańców, którzy wystosowali w tej sprawie do burmistrza Pawła Okrasy kilka petycji. 21 stycznia oświadczenie potępiające organizację gali wydał samorząd uczniowski I Liceum Ogólnokształcącego im. Tadeusza Kościuszki w Wieluniu. 27 stycznia radni Wielunia jednogłośnie przyjęli uchwałę zobowiązującą burmistrza do zrezygnowania z gali. Dzień później o wycofanie zgody na organizację wydarzenia do burmistrza zaapelował wojewoda łódzki Tobiasz Bocheński. Jeszcze tego samego dnia Okrasa wydał oświadczenie, w którym poinformował o rozwiązaniu umowy na wynajem hali na galę MMA-VIP 4, twierdząc, że jest to spowodowane atakami osobistymi na członków jego rodziny.
Ze względu na osobę Andrzeja Zielińskiego z udziału w wydarzeniu wycofała się jedna z ring girls Julia Madaj. Ponadto w związku z zaistniałą sytuacją federacja straciła wszystkich ówczesnych sponsorów.

## Aktualni mistrzowie

### Mieszane sztuki walki (MMA)
| Kategoria                         | Waga      | Mistrz                           | Od                   | Obrony tytułu |
| --------------------------------- | --------- | -------------------------------- | -------------------- | ------------- |
| Ciężka                            | do 120 kg | Michał „Wampir” Pasternak (2-0)  | 29 października 2021 | 1             |
| Najlepszy trener personalny w MMA | OPEN      | Tomasz „Fit Dzik” Łomnicki (1-0) | 13 lutego 2021       | 0             |

## Historia mistrzów
Mieszane sztuki walki (MMA)

### Waga ciężka
| Nr | Mistrz                                                        | Od                               | Do       | Obrony tytułu                                                         |
| -- | ------------------------------------------------------------- | -------------------------------- | -------- | --------------------------------------------------------------------- |
| 1. | Michał „Wampir” Pasternak (pokonał Kornela „Korniko” Zapadkę) | 29 października 2021 (MMA-VIP 3) | aktualny | - Pokonał Kacpra „Polish Machine’a” Miklasza 5 marca 2022 (MMA-VIP 4) |

### Waga OPEN – Najlepszy trener personalny w MMA
| Nr | Mistrz                                             | Od                         | Do       | Obrony tytułu |
| -- | -------------------------------------------------- | -------------------------- | -------- | ------------- |
| 1. | Tomasz „Fit Dzik” Łomnicki (pokonał Adriana Ciosa) | 13 lutego 2021 (MMA-VIP 1) | aktualny |               |

## Lista gal i rozpiska
| Nr | Gala                             | Data                 | Miejsce                         | Frekwencja widowni (przybliżona) | Transmisja    |
| -- | -------------------------------- | -------------------- | ------------------------------- | -------------------------------- | ------------- |
| 1  | MMA-VIP 1: Najman vs. Złotówa    | 13 lutego 2021       | Nieporaz, Alvernia Studios      | Bez udziału publiczności         | PPV – MMA-VIP |
| 2  | MMA-VIP 2: Igrzyska Rozkminiaczy | 18 czerwca 2021      | Częstochowa, Fitness Club Scout | 300 widzów                       | PPV – MMA-VIP |
| 3  | MMA-VIP 3: Galaktyka Osobliwości | 29 października 2021 | Częstochowa, Fitness Club Scout | 300 widzów                       | PPV – MMA-VIP |
| 4  | MMA-VIP 4: Imperium Potępionych  | 5 marca 2022         | Góra Kalwaria                   | 120 widzów                       | PPV – MMA-VIP |

## Wyniki gal MMA VIP

### MMA-VIP 1: Najman vs. Złotówa
- Walka w kategorii ciężkiej: (Main Event)  Marcin „El Testosteron” Najman –  Szymon „Taxi Złotówa” Wrzesień

Zwycięstwo Taxi Złotówy przez TKO w 2. rundzie
- Walka o pas najlepszego trenera personalnego w MMA w kategorii open: (Co-Main Event)  Adrian Cios –  Tomasz „Fit Dzik” Łomnicki

Zwycięstwo Fit Dzika przez jednogłośną decyzję sędziów
- Walka w kategorii open:  Edward Mazur –  Dominik Tyman

Zwycięstwo Mazura przez poddanie w 2. rundzie
- Walka w kategorii ciężkiej:  Marcin „Rex” Rekowski –  Patryk „Gołota” Kowoll

Zwycięstwo Gołoty przez TKO w 1. rundzie
- Walka w kategorii średniej:  Przemysław „The Spartan” Opalach –  Konrad Cyrankowski

Zwycięstwo The Spartana przez TKO w 1. rundzie
- Walka w kategorii średniej:  Mateusz „Rolnik” Kisiel –  Sebastian Tronina

Zwycięstwo Rolnika przez TKO w 1. rundzie
- Walka w limicie wagowym -82kg:  Krystian Rosa –  Adrian Sulikowski

Zwycięstwo Rosy przez TKO w 1. rundzie

### MMA-VIP 2: Igrzyska Rozkminiaczy
- Walka w kategorii open: (Main Event)  Andrzej „Żurom” Żuromski –  Rafał „Antykonfident” Podejma

Zwycięstwo Antykonfidenta przez poddanie w 2. rundzie
- Walka w kategorii open: (Co-Main Event)  Krystian „Młody Pudzian” Pudzianowski –  Tomasz „Chic” Galewski

Zwycięstwo Młodego Pudziana przez TKO w 1. rundzie
- Walka w kategorii średniej:  Alan „Psychotrop” Gruchała –  Ryszard „Szczena” Dąbrowski

Zwycięstwo Szczeny przez TKO w 1. rundzie
- Walka w kategorii open:  Szymon „Taxi Złotówa” Wrzesień –  Dariusz „Daro Lew” Kaźmierczuk

Zwycięstwo Taxi Złotówy przez poddanie w 1. rundzie
- Walka w kategorii średniej:  Mateusz „Rolnik Zabijacz” Kisiel –  Adrian Cios

Zwycięstwo Ciosa przez poddanie w 1. rundzie
- Walka w kategorii lekkiej:  Daniel Kaczmarek –  Kamil Wieczorek

Zwycięstwo Wieczorka przez jednogłośną decyzję sędziów
- Walka w kategorii open:  Kacper „Polish Machine” Miklasz –  Tomas Vaicickas

Zwycięstwo Polish Machine’a przez TKO w 1. rundzie
- Walka w kategorii średniej:  Sebastian „Pikuś” Tronina –  Oliwier „Detailer” Gajewski

Zwycięstwo Detailera przez poddanie w 1. rundzie
- Walka w kategorii półśredniej:  Dominik „Guma” Tyman –  Krystian „Kiki” Stefanów

Zwycięstwo Gumy przez poddanie w 1. rundzie

### MMA-VIP 3: Galaktyka Osobliwości
- Walka w kategorii open: (Main Event)  Marcin „El Testosteron” Najman –  Ryszard „Szczena” Dąbrowski

Zwycięstwo El Testosterona przez TKO w 1. rundzie
- Walka o pas mistrzowski MMA-VIP w kategorii ciężkiej: (Co-Main Event)  Michał „Wampir” Pasternak –  Kornel „Korniko” Zapadka

Zwycięstwo Wampira przez TKO w 2. rundzie
- Walka w kategorii średniej:  Dariusz „Daro Lew” Kaźmierczuk –  Marek Molak

Zwycięstwo Molaka przez TKO w 1. rundzie
- Walka damsko-męska w kategorii open:  Michał „Polski Ken” Przybyłowicz –  Wiktoria „Domża” Domżalska

Zwycięstwo Polskiego Kena przez TKO w 1. rundzie
- Walka w kategorii open: (Boks w rękawicach MMA)  Maciej „GSP” Gandziarowski –  Wojciech „Kazik Klimat Kartel” Ochnicki

Zwycięstwo GSP przez jednogłośną decyzję sędziów
- Walka w kategorii open:   Piotr „Henio” Szczygieł –  Kamil „Gmosek” Gmosiński

Zwycięstwo Gmoska przez poddanie w 1. rundzie
- Walka damsko-męska w kategorii połśredniej:  Urszula „ArmPowerGirl” Siekacz –  Piotr „Mua Boy” Lisowski

Zwycięstwo Mua Boya przez TKO w 2. rundzie
- Walka w kategorii open:  Remigiusz „Remi” Gruchała –  Paweł „Scarface” Jendruczko

Zwycięstwo Remiego przez TKO w 1. rundzie

### MMA-VIP 4: Imperium Potępionych
- Walka w kategorii open: (Main Event)  Marcin „El Testosteron” Najman –  Mirosław „Misiek z Nadarzyna” Dąbrowski

Zwycięstwo El Testosterona przez TKO w 2. rundzie
- Walka o pas mistrzowski MMA-VIP w kategorii ciężkiej: (Co-Main Event)  Michał „Wampir” Pasternak (c) –  Kacper „Polish Machine” Miklasz

Zwycięstwo Wampira przez TKO w 1. rundzie
- Walka w kategorii open:  Michał „Polski Ken” Przybyłowicz –  Piotr „Mua Boy” Lisowski

Zwycięstwo Mua Boya przez jednogłośną decyzję sędziów
- Walka w kategorii open:  Andrzej „Żurom” Żuromski –  Tomasz „Chic” Galewski

Zwycięstwo Chica przez KO w 1. rundzie
- Walka w kategorii ciężkiej:  Piotr „Bonus BGC” Witczak –  Damian Nagana

Zwycięstwo Nagany przez TKO w 1. rundzie
- Walka w kategorii ciężkiej: (Boks)  Wojciech „Kazik Klimat Kartel” Ochnicki –  Rafał „Jeb” Jackiewicz

Zwycięstwo Jeba przez TKO w 1. rundzie
- Walka w kategorii ciężkiej: (Kick-boxing/K-1 w rękawicach MMA)  Roman „Bosski” Lachowolski –  Maciej „GSP” Gandziarowski

Zwycięstwo Bosskiego Romana przez jednogłośną decyzję sędziów
- Walka kobiet w kategorii open:  Paulina „Paris” Koziej –  Sandra Szymoszyn

Zwycięstwo Paris przez TKO w 1. rundzie

## Skład MMA-VIP
| Aktualni członkowie                       | Funkcja                            | Dawni członkowie                                                             |
| ----------------------------------------- | ---------------------------------- | ---------------------------------------------------------------------------- |
| –                                         | Prezes                             | - Marcin „El Testosteron” Najman                                             |
| - Dariusz Kosowski                        | Członek zarządu                    |                                                                              |
| - Dariusz Kosowski - Szymon Kołodziejczak | Właściciele                        | - Michał Lubacz - Szymon Szymański - Julita Najman                           |
| - Marek Molak                             | Ring announcer                     | - Edward Durda                                                               |
| - Marek Molak                             | Prowadzący ważenie i media trening | - Edward Durda                                                               |
| - Marek Molak                             | Prowadzący konferencje             | - Konrad Młodziński - Marcin „El Testosteron" Najman - Mikołaj „Jaok” Janusz |
| - Marek Molak                             | Wywiady po walkach                 | - Edward Durda - Bogusław Solecki                                            |
| - Bogusław Solecki                        | Komentator                         | - Adam Jurowski - Karol Matuszczak                                           |
| - Bogusław Solecki                        | Prowadzący studio                  | –                                                                            |
| - Karol Garncarz                          | Prowadzący program „Oko w oko”     | –                                                                            |
| - Piotr Michalak                          | Sędzia główny                      | –                                                                            |